# Jonathan Tetelman
Jonathan Tetelman, né en 1988 à Castro au Chili, est un chanteur d'opéra de tessiture ténor. Quelques rôles du répertoire lyrique l'ont fait remarquer des plus grandes scènes internationales. Il a signé il y a quelques mois, un contrat d'exclusivité avec Deutsche Grammophon et a enregistré son premier CD solo,.

## Biographie

### Formation et débuts
Le jeune Jonathan Tetelman est adopté à l'âge de sept mois par des parents américains qui l'élèvent à Princeton dans le New Jersey. Son talent vocal est remarqué par un de ses professeurs de musique qui lui donne ses premières leçons de chant à l'American Boychoir School de Princeton. Et c'est comme baryton qu'il obtient son premier diplôme à la Manhattan School of Music où il étudie de 2007 à 2011 avec Maitland Peters. Poursuivant ses études à la Mannes School of Music, il devient progressivement ténor. Il trouve la conversion très difficile et renonce un temps aux études de chant pour occuper un poste de DJ dans les boites de nuit à New York. Mais il reprend sa formation, en dehors d'un cadre universitaire et travaille les rôles de ténor pour finalement choisir cette tessiture. Son professeur, Mark Schnaible, l'aide à poursuivre son développement et est encore à ce jour son mentor.
En 2016, il remporte le prix du public au concours Mildred Miller de Pittsburg.
Il débute sur scène dans le cadre du programme de la fondation Martina Arroyo. Il interprète Eisenstein dans die Fledermaus au Kaye Playhouse at Hunter college de New York en juillet 2016. C'est le signal du début d'une carrière professionnelle, il signe un contrat avec l'agence Guy Barzilay Artists et obtient peu après son premier contact avec le Metropolitan Opera de New York.

### Carrière
Enchainant d'abord les rôles de ténor romantique les plus demandés comme Rodolfo dans la Bohême, Pinkerton dans Madame Butterfly, Cavaradossi dans Tosca, Jonathan Tetelman est remarqué par les critiques. Camille De Rijck, pour Forum Opera, le qualifie ainsi à l'Opéra de Lille en 2021 : « La star de la soirée, c’est le ténor Jonathan Tetelman, sorte de Franco Corelli qui aurait mangé du Jonas Kaufmann au petit déjeuner ».
Il chante également le duc de Mantoue dans Rigoletto ou Alfredo dans la Traviata et fait ses débuts sur de grandes scènes internationales (English National Opera de Londres, Liceu de Barcelone, Opéra de Montpellier, Teatro Regio Torino, Semperoper de Dresde, Teatro Colon).
Confronté aux difficultés des jeunes artistes durant la pandémie et ses restrictions généralisées conduisant à l'annulation de nombreux spectacles, Jonathan Tetelman se distingue malgré tout, lors d' une prise de rôle réussie sur la scène du Deutsche Oper de Berlin en 2021, celle de Paolo le Bello dans le Francesca da Rimini de Zandonai. Naxos sort un DVD de la représentation, à son tour salué par les critiques. Il se lance ensuite dans une série de représentations du très rare Stiffelio de Verdi où il incarne le rôle principal de l'œuvre à l'Opéra du Rhin en octobre 2021,,, reprend le rôle du peintre Cavaradossi dans Tosca dans la très moderne mise en scène de Martin Kuzej au Theater an der Wien en janvier 2022, avant d'être  Jacopo Foscari, aux côtés de Plácido Domingo, dans I Due Foscari au Maggio Musicale Fiorentino en avril 2022. 
Il s'est également produit en janvier 2023 dans le cadre du concert des Grandes Voix organisé au Bozar de Bruxelles puis à la Philharmonie de Paris, pour la soprano Angela Gheorghiu. Durant l'été 2023, il se produit d'abord en récital piano au festival de Peralada puis il chante Macduff dans une nouvelle production de Macbeth sous la direction de Philippe Jordan, au festival de Salzbourg, mis en scène par Krzysztof Warlikowski, avec Vladislav Sulimsky et Asmik Grigorian, retransmise par la chaine ARTE. Sous la plume de Marie-Aude Roux, Le Monde note « Quant au Macduff du ténor Jonathan Tetelman, dont le chant viril et véhémentement douloureux s’arme pour la vengeance, c’est une révélation ». Il reprend ce rôle de Macduff avec succès à l'opéra de Munich où il chante pour la première fois en décembre 2024 dans Macbeth mis en scène par Martin Kušej avec Gérard Finley dans le rôle-titre et Anastasia Bartoli dans celui de Lady.
Il réussit une prise de rôle remarquée au Festival de Baden Baden en octobre 2023, en incarnant Werther dans l'opéra de Massenet et commence l'année 2024 avec quelques récitals au Festival de Gstaad, à nouveau à Baden Baden avec la mezzo-soprano Elina Garanca puis à Lisbonne avec l'orchestre de la Fondation Gulbenkian sous la direction de Frédéric Chaslin.
A la rentrée 2025, en janvier, il incarne Turiddu dans Cavalleria Rusticana à l'Opéra de Vienne aux côtés d'Elina Garanca pour deux représentations puis, en mai, le rôle-titre dans Don Carlo en version italienne en quatre actes au Deutsche Oper de Berlin.

### Enregistrements en tant que soliste
Il signe un contrait avec Deutsche Grammophon. Son premier enregistrement en tant que soliste, intitulé Arias est sorti en août 2022 avec des airs extraits d'œuvres de Puccini, Giordano, Massenet, Mascagni, Verdi, Zandonai, remportant le prix du meilleur album solo de l'Opera Award 2023. Il sort son deuxième enregistrement solo en septembre 2023, exclusivement consacré à des airs des opéras de Puccini.

## CD et DVD
- Francesca da Rimini (Riccardo Zandonai) - Sara Jakubiak,  Jonathan Tetelman,  Charles Workman,  Ivan Inverardi - DVD et Blu Ray Naxos - Filmé au Deutsche Oper de Berlin en mars 2021 - Direction musicale Carlo Rizzi, Mise en scène de Christopher Loy - Parution en février 2022[26].

- Jonathan Tetelman : Arias - airs extraits d'œuvres de Puccini, Giordano, Massenet, Mascagni, Verdi, Zandonai - Orquesta Filarmónica De Gran Canaria sous la direction de Karel Mark Chichon- Deutsche Grammophon - 12 août 2022[27]. Jonathan Tetelman obtient le prix du "jeune talent de l'année" à l'Opus Klassik de l'année 2023 pour cet album[28].
- Oratorio de noël - Camille Saint Saens -  Op. 12: No. 4, Domine, ego credidi - Jonathan Tetelman - Orquesta Filarmónica De Gran Canaria Capella Cracoviensis sous la direction de Karel Mark Chichon - Deutsche Grammophon - Septembre 2022.
- The Great Puccini - album solo des grands airs de Puccini, Jonathan Tetelman - PKF – Prague Philharmonia sous la direction de Carlo Rizzi -  Deutsche Grammophon - Septembre 2023.